# Protichneumon watanabei
Protichneumon watanabei är en stekelart som beskrevs av Tohru Uchida 1929. Protichneumon watanabei ingår i släktet Protichneumon och familjen brokparasitsteklar. Inga underarter finns listade i Catalogue of Life.